# Fusão entre a Skydance Media e a Paramount Global
Em 7 de julho de 2024, as empresas americanas Skydance Media e Paramount Global anunciaram um acordo definitivo para se fundirem em uma transação avaliada em 8 bilhões de dólares, formando uma nova entidade denominada Paramount Skydance Corporation. A nova companhia foi avaliada em aproximadamente 28 bilhões de dólares.
Em 2023, diante do endividamento e da necessidade de manter sua competitividade na indústria do entretenimento, a National Amusements, controladora da Paramount Global, avaliou oportunidades de fusão e aquisição para a empresa. Entre os interessados estiveram empresas como Sony Pictures, Warner Bros. Discovery, Apollo Global Management, Edgar Bronfman Jr., Allen Media Group e Skydance Media.
Após um acordo inicial de fusão com a Skydance, as negociações foram interrompidas em 11 de junho, em razão de entendimentos insatisfatórios. Contudo, em 2 de julho de 2024, a Skydance firmou um acordo preliminar para realizar uma fusão tripla envolvendo a própria empresa, a National Amusements e a Paramount, estabelecendo o que passou a ser denominado “Nova Paramount”. Com a conclusão da fusão, David Ellison, diretor executivo da Skydance Media, assumiu os cargos de presidente do conselho e diretor executivo da empresa combinada, enquanto Jeff Shell tornou-se presidente executivo.
O acordo estava condicionado às aprovações regulatórias necessárias, com previsão de conclusão no primeiro semestre de 2025. Caso a transação não fosse finalizada até 7 de abril de 2025, prazo sujeito a duas prorrogações automáticas de 90 dias, ou caso fosse bloqueada por algum órgão regulador, qualquer das partes poderia rescindir o acordo, cabendo à Paramount o pagamento de uma taxa de rescisão de 400 milhões de dólares. A empresa reafirmou em fevereiro e maio de 2025 sua expectativa de concluir a fusão ainda no primeiro semestre do ano. Com o acordo ainda em análise, a primeira prorrogação automática entrou em vigor em 8 de abril de 2025, estendendo o prazo para 7 de julho de 2025; em seguida, uma segunda extensão levou o limite final para 4 de outubro de 2025. A transação foi aprovada em fevereiro de 2025 pela Comissão de Valores Mobiliários dos Estados Unidos e pela Comissão Europeia (CE).
Em 22 de julho de 2025, foi divulgado que a Oracle Corporation estava em negociações com a Skydance Media para fornecer serviços de nuvem em um contrato avaliado em US$ 100 milhões anuais, condicionado à conclusão da aquisição da Paramount Global.
Dois dias depois, em 24 de julho de 2025, a Comissão Federal de Comunicações (FCC) aprovou oficialmente a fusão entre a Paramount Global e a Skydance Media. Em 1º de agosto, a Skydance anunciou que a transação seria concluída em 7 de agosto de 2025, data em que o processo de fusão foi finalizado.

## Contexto
A Paramount Global enfrentava sérias dificuldades financeiras, marcadas por perdas em seus serviços de streaming, queda de audiência nas redes a cabo e problemas significativos de endividamento. Em dezembro de 2023, Shari Redstone, presidente da National Amusements, manifestou interesse em vender sua participação majoritária na empresa para a Skydance Media. Redstone foi cautelosa quanto à preservação dos principais ativos da Paramount, em especial a CBS e a Paramount Pictures, enquanto o cenário do entretenimento se tornava cada vez mais competitivo diante de gigantes como Netflix, Amazon e The Walt Disney Company.
No mesmo mês, em 20 de dezembro de 2023, Bob Bakish, então presidente e CEO da Paramount Global, reuniu-se com David Zaslav, CEO da Warner Bros. Discovery, para discutir a possibilidade de uma fusão. Embora representantes de ambas as empresas tenham afirmado que as conversas eram preliminares e sem garantia de acordo, fontes próximas revelaram que Zaslav “não estava em modo de negociação”.

## Histórico

### Conversas iniciais
Em 10 de janeiro de 2024, relatos indicaram que a Skydance Media considerava apresentar uma oferta integral em dinheiro de US$ 2,5 bilhões pela Paramount Global, enquanto a National Amusements avaliava um acordo ou fusão. Pouco depois, em 27 de fevereiro, a Warner Bros. Discovery encerrou as negociações de fusão com a Paramount.
Em 2 de abril, a Paramount e a National Amusements abordaram a Skydance sobre um acordo de exclusividade para aquisição, com David Ellison e Shari Redstone buscando estruturar uma fusão tripla entre as empresas. Duas semanas depois, em 18 de abril, a Sony Pictures Entertainment e a Apollo Global Management também demonstraram interesse em adquirir a Paramount.
Em 29 de abril, Bob Bakish deixou os cargos de presidente e CEO da Paramount Global, em um movimento amplamente interpretado como uma demissão promovida por Redstone, devido à oposição de Bakish ao acordo com a Skydance. O comando passou a ser exercido por um comitê formado por Brian Robbins, George Cheeks e Chris McCarthy, este último designado como “executivo principal interino” para cumprir os requisitos regulatórios da Comissão de Valores Mobiliários dos Estados Unidos.
Em 2 de maio, a Sony e a Apollo apresentaram uma oferta indicativa de 26 bilhões de dólares em dinheiro pela Paramount. Embora a Skydance mantivesse interesse, seu prazo de exclusividade encerrou-se em 3 de maio e não foi prorrogado. No dia seguinte, o conselho da Paramount optou por adotar a estratégia de busca por novas ofertas, abrindo-se a diferentes propostas, e iniciou tratativas com a proposta da Sony e do Apollo, sem, contudo, interromper totalmente o diálogo com a Skydance. Em 17 de maio, ambas as partes assinaram acordos de confidencialidade para ter acesso a informações financeiras internas, mas, pouco depois, reconsideraram sua posição e desistiram da oferta integral em dinheiro.
No final de maio, a Skydance reformulou sua proposta: 2,25 bilhões de dólares pela National Amusements, 1,5 bilhão destinados à redução de dívidas e 4,5 bilhões em pagamentos aos acionistas da Paramount. Em 3 de junho, a Paramount e a Skydance anunciaram um acordo preliminar de fusão, ainda dependente da aprovação formal da National Amusements.
Shari Redstone, entretanto, demonstrou insatisfação com os termos revisados, pois receberia uma quantia menor por suas ações, além da exigência da Skydance de que assumisse responsabilidades legais em eventuais ações judiciais de acionistas. Nesse contexto, Redstone passou a considerar propostas alternativas, com nomes como Steven Paul, Edgar Bronfman Jr., Bain Capital, John Paul DeJoria, fundador da Patrón, e Barry Diller, ex-diretor executivo da Paramount Pictures, citados como potenciais interessados. Em 11 de junho, a National Amusements comunicou que não havia alcançado um acordo com a Skydance para a aquisição da Paramount.

### Assinatura do acordo definitivo
Em 2 de julho de 2024, a Skydance Media renegociou os termos e firmou um acordo preliminar para adquirir a National Amusements e se fundir com a Paramount Global. O entendimento foi encaminhado pela National Amusements ao comitê especial da Paramount. Nesse contexto, a direção da Skydance aprovou a possível venda de ativos considerados não estratégicos, incluindo a BET e outras propriedades. Paralelamente, a Paramount iniciou negociações para vender a BET Networks por um valor estimado entre 1,6 e 1,7 bilhão de dólares a um grupo de compradores liderados pelo diretor executivo da empresa, Scott Mills.
Em 7 de julho de 2024, o conselho da Paramount aprovou formalmente a fusão com a Skydance. O processo foi estruturado em duas etapas. Na primeira, um grupo de investidores da Skydance pagaria 2,4 bilhões de dólares em dinheiro para adquirir a National Amusements, controladora da Paramount Global. Na segunda, a Paramount distribuiria a seus acionistas das classes A e B um total de 4,5 bilhões de dólares em dinheiro e ações, além de reforçar seu balanço com 1,5 bilhão em capital primário. Essa fase incluiria a fusão integral entre a Skydance Media e a Paramount, avaliada em 4,75 bilhões de dólares. Como parte do acordo, os acionistas da Skydance receberiam 317 milhões de ações Classe B, cotadas a 15 dólares cada. A Paramount Global teria ainda um período de 45 dias para buscar propostas alternativas, estando sujeita ao pagamento de uma multa rescisória de 400 milhões de dólares à Skydance caso aceitasse uma oferta superior.
Segundo comunicado da Paramount Global, a fusão representaria um aporte significativo de capital, possibilitando a redução do endividamento e novos investimentos em conteúdos e tecnologias. O acordo também tinha como objetivo ampliar a presença da empresa em setores como animação, esportes e jogos eletrônicos, áreas em que sua atuação era considerada limitada. Para David Ellison, diretor executivo da Skydance, a visão era consolidar a nova companhia “tanto como uma empresa de mídia quanto de tecnologia”. A Skydance passaria a dispor da infraestrutura, dos recursos e do alcance global da Paramount, além de se beneficiar de seu portfólio de marcas, propriedades intelectuais e rede de distribuição.

### Questões regulatórias

#### Revisão de licença da FCC e investigação sobre queixa de distorção de notícias na entrevista do60 Minutes
Em 6 de outubro de 2024, o jornalista Bill Whitaker entrevistou a vice-presidente Kamala Harris durante a eleição presidencial de 2024, no programa 60 Minutes, produzido pela CBS News. Na ocasião, Whitaker abordou a relação dos Estados Unidos com Israel em meio ao então contínuo Conflito israelo-palestino, questionando se o primeiro-ministro israelense Benjamin Netanyahu estaria ouvindo a administração Biden-Harris. Um trecho da entrevista também foi exibido no programa Face the Nation.
Em 16 de outubro de 2024, o Center for American Rights (CAR) apresentou uma queixa à Comissão Federal de Comunicações (FCC) durante o processo de renovação da licença da WCBS-TV, emissora própria da CBS em Nova Iorque, solicitando investigação sobre suposta “distorção jornalística” na edição da entrevista do 60 Minutes. O grupo alegava que a edição teria favorecido Harris, em possível violação das normas da FCC. A então comissária Jessica Rosenworcel rejeitou a denúncia, mas o novo presidente da FCC, Brendan Carr, reabriu o caso em janeiro de 2025, requisitando à CBS a entrega das gravações originais e da transcrição integral da entrevista. Em 31 de janeiro de 2025, a CBS anunciou que disponibilizaria publicamente o material solicitado.
Embora o caso da WCBS fosse tratado de maneira independente, analistas observaram que ele poderia influenciar a revisão do processo de fusão entre a Paramount e a Skydance. Como parte do acordo, a CBS comprometeu-se a instituir a função de ombudsman para monitorar a imparcialidade de seus veículos jornalísticos, enquanto o ex-presidente Donald Trump declarou que o acordo incluiria ainda a concessão de 26 milhões de dólares em tempo de transmissão gratuito.

## Ativos

### Ativos fundidos
A Skydance Media e a Paramount Global têm colaborado em múltiplos filmes desde que assinaram uma parceria de cinco anos (desde então estendida) para coproduzir e cofinanciar filmes com a Paramount Pictures em 2009. Ambas as empresas possuem e produzem em conjunto inúmeras franquias, como Top Gun, Missão: Impossível, os direitos cinematográficos de Transformers (em co-propriedade com a Hasbro), e Star Trek. A Skydance visa integrar seu estúdio de animação, Skydance Animation, com as franquias da Paramount Animation e Nickelodeon, incluindo SpongeBob SquarePants (Bob Esponja Calça Quadrada) e Avatar: The Last Airbender (Avatar: A Lenda de Aang), para expandir as ofertas de conteúdo. Com a aquisição da Paramount, a Skydance entrará em múltiplos mercados, incluindo transmissão com o CBS Entertainment Group, a indústria da música com a Paramount Music, mídia para home entertainment com a Paramount Home Entertainment e serviços de streaming com o Paramount+. A Paramount também está entrando no mercado de videogames, com a Skydance Interactive.

#### Ativos principais
| Paramount Skydance Corporation | Paramount Skydance Corporation |
| Skydance Media | Paramount Global |
| --- | --- |
| - Skydance Animation - Skydance Animation Madrid - Skydance Interactive - Skydance New Media - Skydance Productions - Skydance Sports - Skydance Television | - CBS Entertainment Group - CBS - CBS News - CBS Sports - CBS Sports Network - The CW (12.5%) - BET Media Group - BET - BET+ - CBS Studios - CBS Media Ventures - Big Ticket Television - CBS News and Stations - Paramount Pictures - Nickelodeon Movies - Paramount Animation - Paramount Players - Miramax (49%) - United International Pictures (50%) - Paramount Home Entertainment - Paramount Music - Paramount International Networks - Paramount Networks Americas - Paramount Networks EMEAA - Paramount Networks UK & Australia - Channel 5 Broadcasting Limited - Network 10 - Paramount Media Networks - Comedy Central - CMT - MTV - VH1 - Logo - Paramount Network - Pop - Smithsonian Channel - TV Land - MTV Entertainment Studios - Showtime Networks - Showtime - The Movie Channel - Flix - Nickelodeon Group - Nickelodeon - Nick Jr. Channel - Nicktoons - Nick at Nite - TeenNick - Nickelodeon Animation Studio - Nickelodeon Productions - Paws, Inc. - AwesomenessTV - Paramount Consumer Products - Paramount Streaming - Pluto TV - CBS Sports HQ - Paramount+ |

## Recepção

### Indústria do entretenimento
Houve oposição de produtores e criadores de Hollywood, como James Cameron, à possível venda da Paramount para a Sony Pictures. As principais preocupações concentravam-se na redução do número de estúdios produzindo conteúdo, o que poderia limitar oportunidades para roteiristas e produtores. O Writers Guild of America (WGA) também manifestou preocupação com a consolidação em Hollywood, argumentando que tal processo poderia resultar em menos opções e menor diversidade de produções. Posteriormente, o sindicato solicitou investigação sobre o cancelamento de The Late Show with Stephen Colbert, alegando "sérias preocupações" de que a decisão tivesse funcionado como suborno para garantir a aprovação do acordo por Donald Trump.
Já personalidades como Jane Fonda e John Krasinski manifestaram apoio a David Ellison, enquanto Mark Wahlberg classificou a fusão com a Skydance como "uma vitória para a indústria". A série animada South Park, que recentemente havia firmado um contrato de 1,5 bilhão de dólares para transmissão no Paramount+, criticou e satirizou o acordo no episódio de estreia da 27ª temporada, "Sermon on the 'Mount", exibido em 23 de julho.

### Política
A fusão provocou críticas intensas, sobretudo pelas condições em que foi aprovada e pelo momento em que ocorreu. Para os opositores, tratava-se de uma tentativa do governo Trump de exercer influência política sobre a imprensa. Nessa perspectiva, o acordo simbolizaria a capitulação da mídia diante da agenda pessoal de Donald Trump, enquanto a proximidade entre as negociações e a aprovação pela FCC configuraria uma intervenção inédita do governo nas operações editoriais da imprensa independente.
A comissária da FCC, Anna Gomez, manifestou voto dissidente, alegando que a agência, até então reconhecida por sua independência, teria usado seu poder para pressionar a Paramount a aceitar um acordo legal privado. Segundo ela, a medida comprometia a liberdade de imprensa e estabelecia controles inéditos sobre decisões editoriais, em afronta à Primeira Emenda e à legislação vigente. A senadora democrata Elizabeth Warren também se posicionou contra a operação, argumentando que o pagamento de US$ 36 milhões a Donald Trump poderia ser interpretado como suborno, independentemente do ocupante da presidência.

Em sentido oposto, Brendan Carr, presidente da FCC, defendeu a fusão, afirmando que ela representava uma mudança necessária. Para ele, Trump estaria remodelando o cenário midiático ao enfrentar diretamente os grandes conglomerados de radiodifusão, que, por anos, exerceram forte controle sobre a narrativa política.